# Josef Klein (Komponist)
Josef Klein (* 12. November 1870 in Wien; † 12./13. September 1933 ebenda) war ein österreichischer Geiger, Kapellmeister und Komponist. 

## Leben
Josef Klein wurde am Konservatorium der Gesellschaft der Musikfreunde musikalisch ausgebildet. Seine Lehrer waren unter anderem Joseph Hellmesberger junior und Josef Vockner. 1885/86 besuchte er das Fach Harmonielehre bei Anton Bruckner. Von 1889 bis 1932 war er Primgeiger an der Wiener Hof- bzw. Staatsoper (seit 1913 auch Ballettdirigent) und Mitglied der Wiener Philharmoniker, die auch Kompositionen von ihm aufführten. Seine Bühnenwerke, in denen Tanz-Rhythmus und -Melodie im Mittelpunkt stehen, wurden u. a. im Carltheater, an Hof- bzw. Volksoper und im Theater an der Wien aufgeführt.
Er wurde am Baumgartner Friedhof bestattet.

## Werke
- 2 Operetten (nach Motiven von Johann Strauß) (1921)
- Die Siegerin (nach Motiven von P. I. Tschaikowsky) (1922)
- 11 Ballette, Tanzspiele bzw. Pantomimen 
  - Die roten Dominos (1898)
  - Wiener am Nil (1906)
  - Im Maler-Atelier (1908)
  - Faun und Waldfee (auch Faun und Nymphe) (1916/1917)
  - Haschischtraum (1917)
  - Isis (1918)
  - Das gestörte Idyll (1919)
  - Der Mohr und die Tänzerin (1920)
  - Huldigung für Johann Strauß (1923)
- Chöre
- Lieder
- Ouvertüre
- Suiten
- Messe in E
- Bearbeitungen

## Privates
Bruder: Franz Klein